# Warcraft III: The Frozen Throne
Warcraft III: The Frozen Throne е компютърна игра в жанра стратегия в реално време, разработена за Microsoft Windows, Mac OS и Mac OS X от Blizzard Entertainment. Това е официално допълнение към играта Warcraft III: Reign of Chaos и изисква инсталирането на Reign of Chaos, за да може да се играе. Разпространението в световен мащаб на различни езици стартира на 1 юли 2003 г.
В The Frozen Throne има допълнителни единици за всяка раса, четири нови кампании, пет неутрални героя, възможност за построяване на магазин и много други подобрения, като възможност за пускане на няколко ъпгрейда едновременно от една сграда, докато останалите изчакват зареждането на предния. Отново са представени морски единици (появили се първо в Warcraft II, но отсъстват в следващата част от поредицата – Reign of Chaos).
Компанията, разработила играта, пуска множество пачове, за да се поправят грешки в системата и за да се уравновесят расите в мултиплейър режима.

## История

### Кампания
Илидън Стормрейдж е спечелил предаността на Нага, бивши Нощни елфи, които са се пригодили към подводен живот. Уордън Меив Шадоусонг преследва бившия си затворник през морето на Лордерон. Тя моли за помощ Малфюрион Стормрейдж и Тиранде Уиспъруинд, но Уордън таи гняв срещу Тиранде заради помощта ѝ в освобождаването на Илидън и затова тя лъже Малфюрион за смъртта на Тиранде по време на част кампанията. Двамата с него успяват да попречат на Илидън да използва артефакт, наречен „Окото на Саргерас“. В разгара на битката предателството на Уордън се разкрива и двамата братя Стормрейдж се присъединяват към силите, опитващи се да спасят Тиранде. В края на кампанията на елфите Малфюрион иска прошка от брат си, но заявява, че не отменява изгнаничеството му. Илидън заминава за чуждите земи, преследван от Уордън Шадоусонг.
В следващата кампания, Кампанията на алианса, Хората не са главни фигури както в предишната игра. Вместо целия Алианс, само единиците на Кървавите елфи са отворени за игра в допълнение с единици на Нага. Принц Каел'тас е водач на Кървавите елфи, група от Висши елфи, оцелели след инвазията на немъртвата напаст в Куел'Талас. Първоначално помагащи на Хората, Кървавите елфи са затворени от расисткия им водач Гаритос, но са спасени от Нага.
В земите на Лордерон, по-късно познати като Чумавите земи, е започната гражданска война. Немъртвите се разделят на три основни фракции: Артас и Кел'Тузард, лоялни към Лийч Кинг, Изоставените, предвождани от Кралицата на баншите Силаванас Уиндрънър и Дредлордите, лоялни към Пламтящия легион, незнаещи за победата над Легиона. Силванас побеждава последните, за да стане законен управляващ над Чумавите земи, през това време Артас пътува до Северните земи, за да защити Лийч Кинг, който се сражава с войските, предвождани от Илидън. След като ранява Илидън в дуел, Артас се изкачва до Ледения трон, за да се слее с Лийч Кинг. Следващите планове на Лийч Кинг ще се развият в играта World of Warcraft: Wrath of the Lich King.

### Мини-кампания на Ордата
Мини-кампанията на орките е отделна от кампаниите в играта. Прилича повече на RPG, като Diablo. Главен герой е господарят на зверовете Рексар, който помага на Орките да защитят своя нов дом Дуротар от различни врагове. Мини-кампанията е създадена от разроботчиците понеже по тяхна преценка историята на Орките не се вписва с останала част на The Frozen Throne. Освен това им помага да изпробват нови концепции и да „избягат“ от играта в реално време. Кампанията е разширена с два допълнителни пача. Не е задължително завършването на останалите кампании, за да се започне мини-кампанията. Тя присъства в менюто още при стартиране на The Frozen Throne.
В дивите земи на Калимдор Рексар се среща с Оркски вестоносец, който е смъртоносно ранен и предава посланието си на Рексар малко преди да умре. Господарят на зверовете предава съобщението на Трал, водачът на Ордата. Рексар помага на Орките да се справят със заплаха, идваща от бившите им съюзници Хората. След това Орките напускат острова, на който са се установили, а с това и бившия Алианс на Хора, Елфи и Орки.

## Разработка
Warcraft III: The Frozen Throne е официално оповестена на 22 януари 2003 г. На 14 февруари 2003 г., Blizzard обявява че първият бета тест на играта е готов, който позволява на 10 000 играча да изпробват играта. На 10 март 2003 г. са избрани още 10 000 играча, които имат възможността да изпробват бетата. Към играта има множество пачове, като за момента последен е 1.23, който позволява играта да се играе без наличието на официалното CD. На 4 април 2008 г. компанията пуска нов пач с обозначение 1.22, с който се тества бета сървърът „Westfall“.